# Pusterla di Sant'Ambrogio
La Pusterla di Sant'Ambrogio è una delle porte minori (chiamate anche "pusterle") poste sul tracciato medievale delle mura di Milano. Quella tuttora esistente venne eretta da Gino Chierici nel 1939 ad imitazione di quella antica, della quale erano rimaste soltanto le rovine.

## Storia
La Pusterla di Sant'Ambrogio, rifatta nel corso del 1939, presenta due torri e un ingresso a doppio fornice, per la realizzazione dei quali vennero utilizzati laterizi ricavati dalle porte e dalle mura medievali originali, demolite nel corso dei secoli senza riguardo. 
Vennero riutilizzate anche tre statue di santi (Ambrogio, Gervasio e Protasio) del XIV secolo di un anonimo maestro campionese, provenienti dall'ospedale di Sant'Ambrogio. La porta, costruita in mattoni su una base in serizzo, ha due fornici a sesto acuto appena accennato ed ai suoi lati si trovano due torri. Sulla torre di sinistra erano apposti tre fasci littori, in seguito eliminati.
Fino a qualche anno fa una delle torri ospitava la Mostra Permanente di Criminologia e Armi Antiche, poi sfrattata dal Comune e in attesa di nuova collocazione.
All'inizio del 2019 il comune di Milano e la Soprintendenza per l'Archeologia e le Belle Arti hanno approvato il progetto di riqualificare l'antica porta e l'area intorno ad essa per situare nella sezione di fossato sul retro (oggi inutilizzato) l'ingresso ipogeo della stazione di Sant'Ambrogio della linea 4 della metropolitana, in costruzione, oltre al collegamento di quest'ultima con la linea 2.

### Episodio della cattura di Bernabò Visconti
La Pusterla di Sant'Ambrogio fu teatro nel 1385 di una tragica beffa giocata da Gian Galeazzo Visconti ai danni dello zio Bernabò, poiché vedeva minacciate le proprie alleanze francesi ed ordì una spietata fine per l'avo. Con la scusa di un pellegrinaggio, attirò lo zio fuori dalla Pusterla, dove si presentò coi soli figli Rodolfo e Lodovico. 
Lì, contro ogni aspettativa, sarebbe stato catturato da Jacopo Dal Verme e condotto al Castello di Trezzo, dove avrebbe poi trovato la morte per avvelenamento.

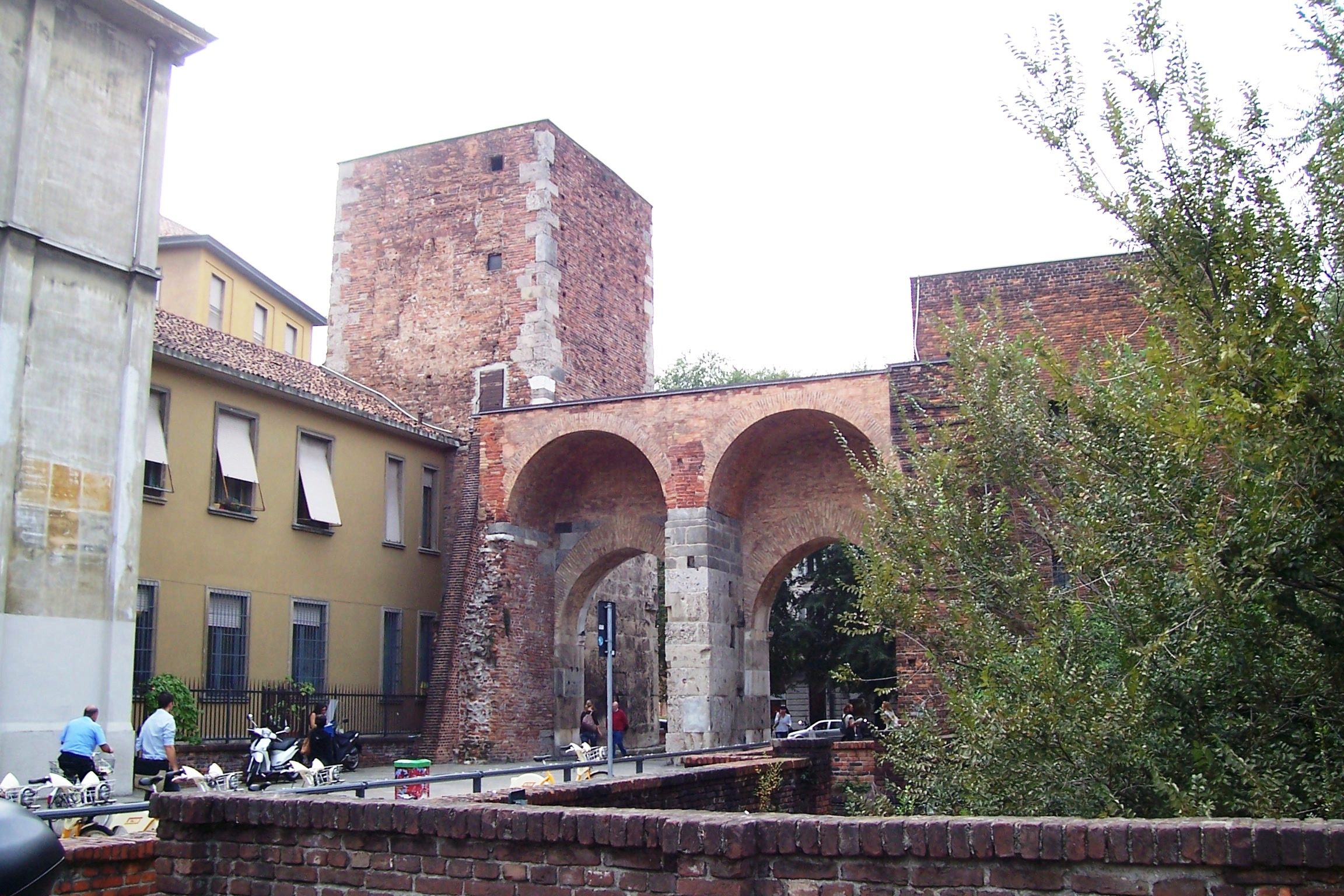
Il lato interno della pusterla di Sant'Ambrogio

## Immagini storiche

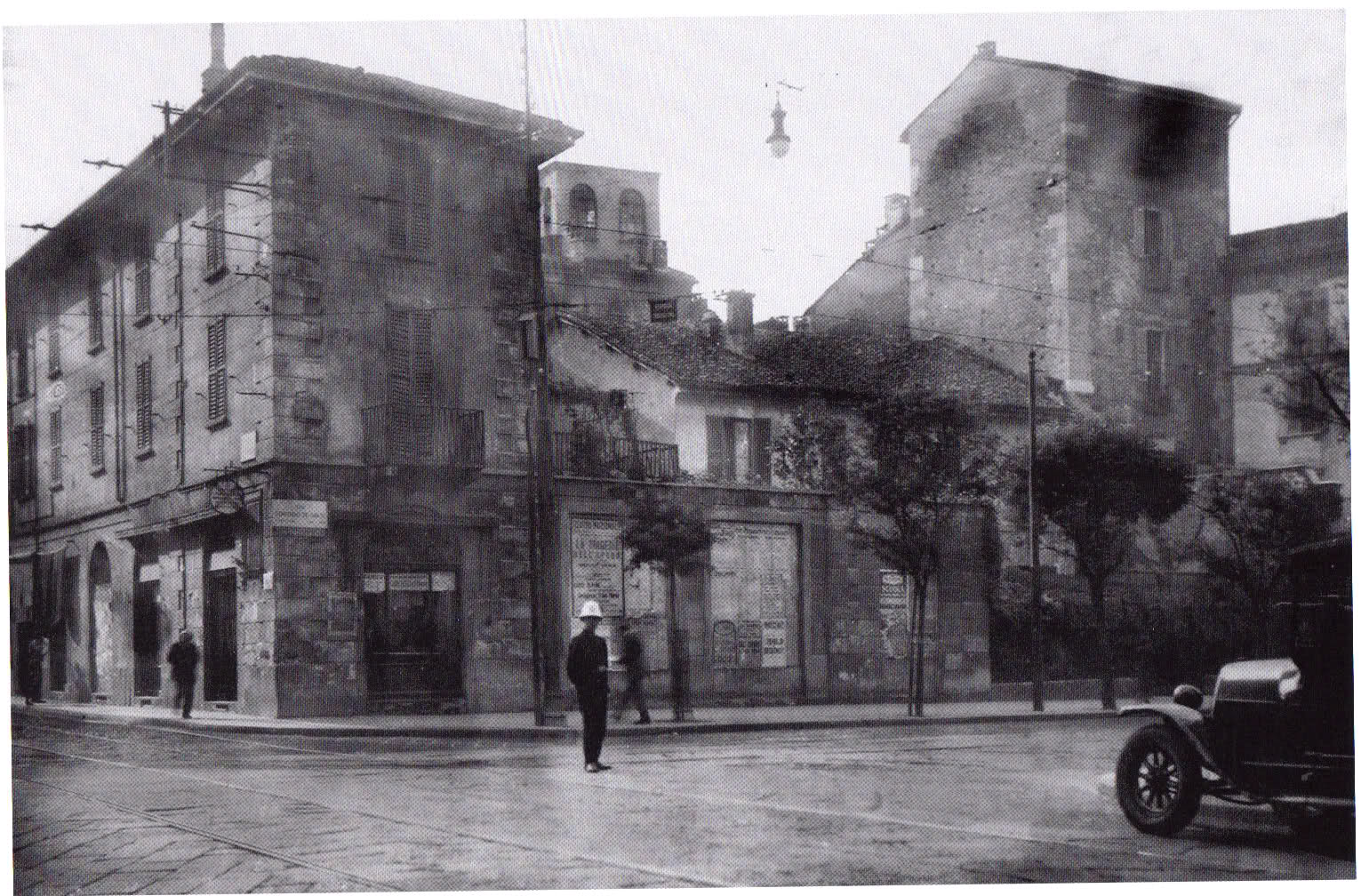
La Pusterla prima del 1939
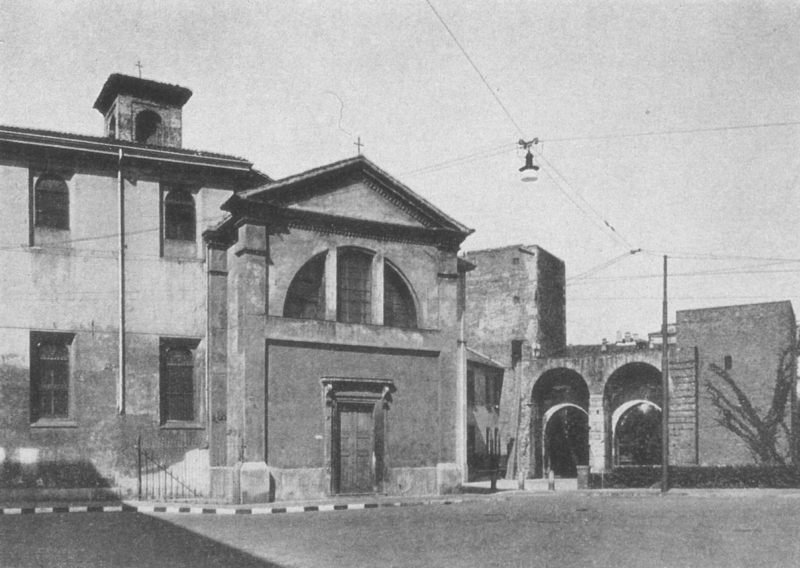
San Michele sul Dosso e la Pusterla dopo il 1939